# علي حسين بوردارا
علي حسين صالح بوردارا (مواليد ٤ اغسطس ٢٠٠١) هو لاعب كرة قدم (ايراني - كويتي) يلعب كوسط مع نادي الكويت الرياضي في الدوري الكويتي الممتاز

## مسيرته الكروية
بدأ علي حسين مسيرته الكروية بانضمامه إلى أكاديمية أجيال ومنها قد تعلم أساسيات كرة القدم تحت إشراف الكابتن محمد الذاير.

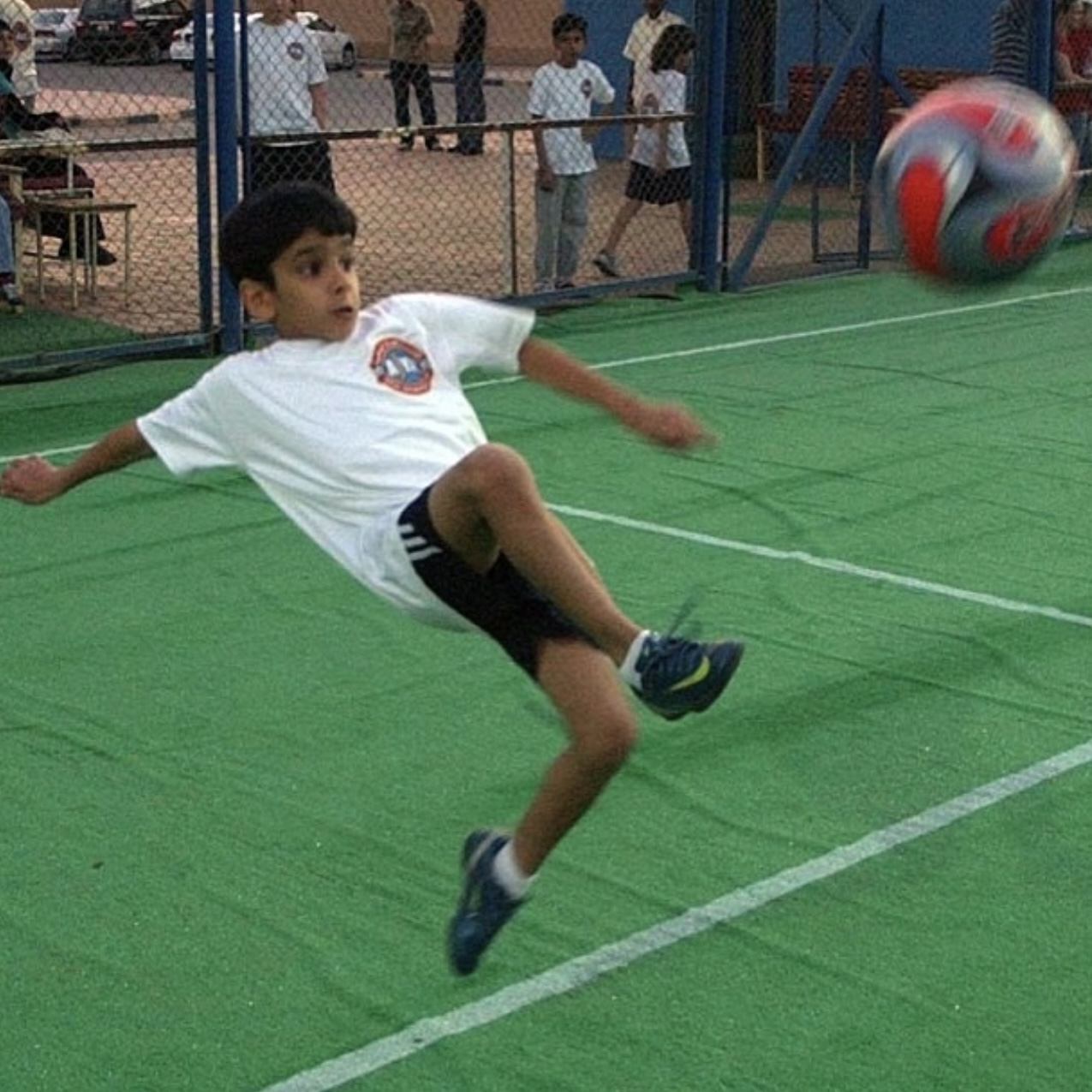
علي حسين في أكاديمية أجيال

وفي العام ٢٠١٢ انتقل اللاعب علي حسين من أكاديمية أجيال إلى نادي الكويت الرياضي بعقد إعارة لمدة أربعة مواسم مع الاستمرار في حال رغبة إدارة نادي الكويت في استمراره.
وفي نهاية عام ٢٠٢٠ خاض أولى تجاربه في اللعب مع الفريق الأول لنادي الكويت الرياضي تحت قيادة المدرب الهولندي رود كرول.

## انجازاته
كأس الأمير الكويتي : مره واحد
كأس ولي العهد الكويتي : مره واحده
الدوري الكويتي الممتاز : مره واحده
كأس السوبر الكويتي : مره واحده